# 줄리 닉슨 아이젠하워
줄리 닉슨 아이젠하워(영어: Julie Nixon Eisenhower, 1948년 7월 5일 ~ )는 전 미국 대통령 리처드 닉슨과 그의 부인 팻 닉슨의 작은 딸인 미국 작가이다. 그녀의 남편 데이비드는 전 미국 대통령 드와이트 D. 아이젠하워와 그의 부인 매미 아이젠하워의 손자이다.
그녀의 아버지가 하원의원이었던 1948년 워싱턴 D.C.에서 태어난 줄리와 그녀의 언니인 트리샤 닉슨 콕스는 대중의 주목을 받으며 자랐다. 그녀의 아버지는 그녀가 2살일 때 캘리포니아 출신의 미국 상원의원으로, 4살 때 미국의 부통령으로 선출되었다. 그녀의 1968년 데이비드 아이젠하워와의 결혼은 미국의 가장 중요한 정치 가문들 중 두 가족 사이의 연합으로 여겨졌다.
닉슨 행정부 (1969년부터 1974년) 내내 줄리는 "퍼스트 도터"라는 비공식적인 타이틀을 가진 채 새터데이 이브닝 포스트의 편집장 보조로 일했다. 그녀는 그녀의 아버지의 가장 목소리가 크고 활동적인 옹호자들 중 한 명으로 널리 알려졌고 굿 하우스키핑 잡지의 독자들에 의해 1970년대 4년 동안 "미국에서 가장 존경 받는 10인의 여성" 중 한 명으로 지명되었다. 그녀의 아버지가 1974년 대통령직을 사임한 후, 그녀는 그녀의 어머니인 뉴욕 타임즈의 베스트셀러인 팻 닉슨의 전기를 썼다. 그녀는 그녀의 부모님의 유산을 지지하는 작품들에 계속 참여하고 있고 리처드 닉슨 재단의 이사회의 이사이다.
그녀는 제니 아이젠하워와 멜라니 캐서린 아이젠하워, 그리고 아들 알렉스 아이젠하워의 어머니이다.